# Tendinopatia achillea
La tendinopatia achillea è un'affezione del tendine di Achille.
Coinvolge solitamente chi pratica uno sport che sovraccarichi tale tendine, come la corsa, con abuso di carico.
Si usano, a volte, anche termini più precisi, come tendinosi o tendinite: la tendinosi indica infatti un processo degenerativo del tendine, mentre la tendinite è un processo infiammatorio rivolto al peritenonio, cioè al foglio connettivale che circonda e protegge il tendine. In questo caso sarebbe più corretto il termine di peritendinite.
Nel tendine di Achille, però, non esiste la guaina tendinea, sicché le alterazioni infiammatorie si manifestano sotto forma di edema del tessuto adiposo adiacente, il cosiddetto batuffolo adiposo di Kager. In questo caso si parlerà di paratendinite.

## Sintomatologia
Fra i sintomi e i segni clinici si riscontrano dolore anche acuto della zona interessata (talalgia), gonfiore lungo la guaina del tendine vicino al calcagno, rigidità della caviglia

## Complicanze
Se l'anomalia persiste, ovvero diventa di forma cronica, si possono riscontrare delle complicanze:
- Borsite achillea (di tipo acuto o cronico), mostra tumefazione oltre al normale dolore;
- Peritendinite.

### Esami
È possibile usare metodiche di imaging come l'ecografia, ma usualmente non si nota nessuna alterazione, sebbene raramente si possa assistere a un ispessimento dei tessuti molli.
Alla radiografia il calcagno appare deformato.

## Terapie
Il tendine di Achille non ha un buon supporto di attività cellulare e rinnovo di esse, quindi qualunque danno ad esso riportato guarisce lentamente.
Innanzitutto per placare il dolore si utilizza un impacco di ghiaccio. Il trattamento può anche essere condotto solo tramite esercizio fisico (fisioterapia) o breve immobilizzazione e somministrazione di farmaci antinfiammatori. Recentemente si è reso utile il trattamento con terapia con onde d'urto, specie nelle forme inserzionali, per l'effetto rivascolarizzante locale di questa tecnica che migliora il nutrimento del tendine.
Sono usate anche le iniezioni di steroidi ma tale trattamento potrebbe portare alla rottura del tendine. Per i casi più gravi si sottopone la persona ad un intervento chirurgico.
Recenti studi hanno dimostrato una notevole efficacia, nella tendinopatia achillea cronica, degli esercizi eccentrici dei muscoli del polpaccio (soleo e gastrocnemio). Si tratta di esercizi di allungamento eseguiti con l'ausilio di uno scalino che permettono di conseguire, oltre a una sensibile riduzione del dolore, anche il ritorno ad attività sportiva.